# Apeadero km 67
Km 67 era un apeadero que oficiaba de parada ferroviaria para el Ferrocarril de Comodoro Rivadavia que unía a esta localidad con Colonia Sarmiento. Se hallaba ubicada en el departamento Escalante de la provincia de Chubut (Argentina).

## Toponimia
El apeadero tomó su nombre de la distancia 67.3 kilómetros que lo separaban de Comodoro Rivadavia. Este punto kilométrico fue redondeo a 67 para facilitar su uso en el lenguaje ferroviario.

## Generalidades
Se ubicaba a 730 m s. n. m. metros sobre el nivel del mar. Entre los puntos más altos de la línea ferroviaria. Kilómetro 67 se constituía como una parada que enlazaba con cercanías al desaparecido pueblo petrolero Campamento El Tordillo con Comodoro y alrededores. Esta parada permitía el acceso de los viajeros a los trenes o su descenso en este lugar, aunque no se vendían pasajes ni contaba con una edificación que cumpliera las funciones de estación propiamente dicha. La gran elevación sobre el nivel del mar sometió este punto a muy adversas condiciones climáticas que la deterioran constantemente. Los testimonios de vías obstruidas, en la zona que rodea a Pampa del Castillo, por las intensas nevadas son abundantes. La nieve en con su gran acumulación tapaba las vías y el terraplén lo que dejaba fuera de operación a la línea frecuentemente en invierno.

## Funcionamiento

### Itinerarios históricos
Fue una parada de escasa importancia o de incorporación tardía, ya que los informes de horario de 1920, 1928, 1930,1934, 1936, 1938, 1940,1946 y 1948 no hicieron mención de este punto.
El informe de horarios de noviembre de 1955 mostró que el servicio de pasajeros y cargas ligeras con la mejora del trayecto en 4hs. También, se hizo mención por primera vez en su lista a esta parada. Sin embargo, la consideró de poca relevancia al catalogarla como parada opcional y no obligatoria de todos los servicios ferroviarios prestados los lunes, viernes, domingo y uno sin especificar por ser diario o condicional quizás. De este modo, los servicios se detenían allí solo en caso de interesados. El coche motor alcanzaba este punto, en su viaje más rápido, en 1:53 minutos. Luego unía este punto en tan solo 8 minutos con estación Pampa del Castillo y en 12 minutos con Holdich.

### Registro de boletos
Una extensa colección de boletos no arroja boletos emitidos para este apeadero. Se debía pagar para llegar a esta aquí boleto hasta Pampa del Castillo, sección más próxima de cobro del tarifario 1938-1946. La ausencia de este punto en la colección quizás se deba a la simple ausencia por no existir aun o que solo se emitía boletos para esta sección de cobro.

## Datos ferroviarios
Un informe de 1958 asegura que su habilitación era únicamente para subir y bajar pasajeros. Además, el equipaje que no sea bulto de mano, debería ser cargado o descargado, según el caso, por el interesado directamente en el furgón. No se informó detalles de algún desvío por lo que Km 67 sería solo una parada.
El apeadero formaba parte del Ferrocarril de Comodoro Rivadavia que comenzó a funcionar en el año 1910 y que fue cerrado definitivamente en el año 1978.